# Peter Wright (rugby, 1967)
Pour les articles homonymes, voir Peter Wright et Wright.
 Peter Hugh Wright, est né le 30 décembre 1967 à Bonnyrigg (Écosse). C’est un joueur de rugby à XV qui a joué avec l'équipe d'Écosse, évoluant au poste de pilier (1,80 m et 113 kg).

## Carrière
Il a connu sa première cape internationale à l’occasion d’un test match le 13 juin 1992 contre l'équipe d'Australie. Il a disputé son dernier test match le 15 juin 1996 contre l'équipe de Nouvelle-Zélande.
Wright a participé à la coupe du monde de 1995 (4 matchs).

## Palmarès
- 21 sélections (+ 1 avec le XV d'Écosse)
- Sélections par années : 1 en 1992, 3 en 1993, 1 en 1994, 10 en 1995, 5 en 1996
- Tournois des Cinq Nations disputés: 1993, 1994, 1995, 1996